# Porto de Itapoá
O Porto Itapoá é um porto localizado no município brasileiro de Itapoá, Santa Catarina. Iniciou suas operações em junho de 2011, sendo considerado um dos terminais mais ágeis e eficientes da América Latina e um dos maiores e mais importantes do País na movimentação de cargas conteinerizadas, segundo a Agência Nacional de Transportes Aquaviários (ANTAQ).
De administração privada, possui uma estrutura capaz de movimentar 1,2 milhão de TEUs por ano e está rumo a fase final de sua expansão que possibilitará a movimentação de 2 milhões de TEUs anualmente. 
Situado no litoral norte de Santa Catarina, o Porto Itapoá está posicionado entre as regiões mais produtivas do Brasil, contemplando importadores e exportadores de diversos segmentos empresariais.
Sua localização privilegiada, na Baía da Babitonga, proporciona condições seguras e facilitadas para a atracação dos navios. Com águas calmas e profundas, a Baía é ideal para receber embarcações de grande porte, uma tendência cada vez mais adotada na navegação mundial.